# Rudolf Völler
Rudolf "Rudi" Völler (Hanau, Hessen, 13 d'abril de 1960) és un exfutbolista professional alemany que jugava com a davanter al Kickers Offenbach, TSV 1860 München, Werder Bremen, AS Roma, Olympique Marsella, Bayer 04 Leverkusen i a la Selecció d'Alemanya. Va començar com a futbolista al TSV Hanau 1860.